# Шамсул Юсоф
Мохд Шамсул Мохд Юсоф (англ. Mohd Syamsul Mohd Yusof; нар. 21 травня 1984 року), — малайзійський кінорежисер, актор і співак. Син продюсера і режисера Юсофа Хаслама. У віці 25 років отримав нагороду Малайзійського кінофестивалю за найкращу режисуру, ставши наймолодшим лауреатом цієї нагороди.
Відтоді шість разів отримував нагороди за найкращу режисуру на Малайзійському кінофестивалі, а також був визнаний найкращим режисером на 57-му Азіатсько-тихоокеанському кінофестивалі в Камбоджі за фільм Лицемір. У 2018 році його продовження Лицемір 2 встановлює рекорд найкасовішого малайзійського фільму.